# Mateusz Stolarski
Mateusz Stolarski (ur. 3 stycznia 1993 w Krakowie) – polski trener piłkarski. Od 18 marca 2024 trener Motoru Lublin.

## Kariera trenerska

### Początki pracy jako trener
Od początku kariery piłkarskiej związany z krakowską Wisłą, w której najpierw występował jako junior w latach 2000–2009, a następnie jako trener grup młodzieżowych. Stolarski prowadził w Wiśle dzieci z roczników 2003, 2004, 2005 i 2007. Jego podopiecznymi byli m.in. Aleksander Buksa, Daniel Hoyo-Kowalski czy Patryk Warczak. W czasie pracy trenerskiej w Wiśle był także trenerem kadry Małopolski 2003, a także trenerem w Małopolskim Związku Piłki Nożnej. W lutym 2017 nominowany do nagrody dla najlepszego trenera młodzieży w województwie małopolskim.
Następnie pracę trenerską kontynuował w Stali Rzeszów, gdzie 9 sierpnia 2019 został trenerem zespołu U-19, a także drużyny rezerw. W styczniu 2020 został włączony do sztabu pierwszej drużyny jako asystent I trenera Janusza Niedźwiedzia. W Stali pracował także jako asystent u kolejnych trenerów − Marcina Wołowca, a także Daniela Myśliwca, przyczyniając się do awansu Stali do I ligi w sezonie 2021/22. Po zakończeniu sezonu 2021/22 przez Stal Rzeszów, został tymczasowym trenerem, występującej w III lidze, Wólczanki Wólka Pełkińska, klubu partnerskiego Stali, prowadząc klub w pięciu ostatnich kolejkach ligowych. W zespole z Rzeszowa pracował do 29 czerwca 2022.
Kolejną pracę rozpoczął 21 września 2022 w II-ligowym wówczas Motorze Lublin, zostając drugim trenerem zespołu u boku Gonçalo Feio. Mimo że Motor w dniu zmiany sztabu szkoleniowego zajmował ostatnie miejsce w tabeli II ligi, to jeszcze w tym samym sezonie zdołał awansować do I ligi, w czym Stolarski miał udział jako członek sztabu szkoleniowego. Pracę jako drugi trener Motoru kontynuował do 18 marca 2024 roku, gdy z posady trenera Motoru zrezygnował Gonçalo Feio.

### Praca jako pierwszy szkoleniowiec
Mateusz Stolarski po raz pierwszy został trenerem I zespołu 18 marca 2024 roku, gdy z funkcji trenera Motoru Lublin zrezygnował Gonçalo Feio. Swój trenerski debiut zaliczył 1 kwietnia 2024, w ramach 25. kolejki rozgrywek Fortuna I ligi, remisując z zespołem GKS Tychy 1−1. W swoim debiutanckim sezonie awansował z Motorem Lublin do Ekstraklasy, pokonując w finale baraży zespół Arki Gdynia 2−1. Był to powrót Motoru do piłkarskiej elity po 32 latach. 21 czerwca przedłużył kontrakt z Motorem Lublin do 30 czerwca 2025 roku. Pół roku później, 21 grudnia 2024, po udanej rundzie jesiennej w Ekstraklasie, w której Motor zakończył rok na 7. miejscu w tabeli, klub ogłosił przedłużenie kontraktu ze Stolarskim do 30 czerwca 2027 roku.

## Sukcesy

### Motor Lublin
- Awans do Ekstraklasy 2023/2024
- Trener listopada 2024 w Ekstraklasie[14]
- Nominowany w Plebiscycie Piłki Nożnej jako trener roku 2024 w Polsce[15]

## Statystyki
(aktualne na 5 czerwca 2025)
| Zespół       | Od            | Do      | Statystyka | Statystyka | Statystyka | Statystyka | Statystyka |
| Zespół       | Od            | Do      | M          | W          | R          | P          | % W        |
| ------------ | ------------- | ------- | ---------- | ---------- | ---------- | ---------- | ---------- |
| Motor Lublin | 18 marca 2024 | nadal   | 47         | 20         | 11         | 16         | 42,55      |
| Łącznie      | Łącznie       | Łącznie | 47         | 20         | 11         | 16         | 42,55      |